# Charxamba
Charxamba (em turco: Çarşamba) é uma cidade e distrito (em turco: ilçe) da província de Samessum que faz parte da região de Mar Negro da Turquia. Em 2010 a sua população era de 137 362 habitantes, dos quais 61 124 moravam na cidade.
O distrito tem 105 localidades e a capital situa-se a cerca de 36 km a leste de Samessum, a capital da província e um importante porto do Mar Negro. A cidade situa-se no início do delta do rio Yeşilırmak (em grego clássico: rio Íris), o qual atravessa a zona urbana.
Çarşamba significa "quarta-feira" em turco. O nome pode ter origem numa mercado que se realiza na cidade todas as quartas-feiras desde 1370. Segundo o escritor otomano do século XVII Evliya Çelebi, o bairro de Çarşamba em Istambul deve o seu nome ao facto de ter sido povoado por gente proveniente da cidade Mar Negro após a conquista turca de Constantinopla.

## História
Cerca de 4 000 a.C. a área foi povoada por hititas. Em 670 a.C. a cidade foi dominada por Mileto e passou a fazer parte da colónia de Amisos (atual Samessum). No século VI a.C. a área foi ocupada pelo Império Aqueménida e em 63 a.C. foi incorporada no Império Romano. No século XI passou para as mãos dos seljúcidas. Em 1185 o sultão seljúcida deu a área de Charxamba a ao seu filho Ruquenetim Soleimão Xá. Após a queda do sultanato seljúcida de Rum Charxamba foi um dos  centros do beilhique (principado turco) de Janique, o qual estava divido entre cinco príncipes. Charxamba pertencia ao domínio dos tajetínidas (Tacettinoğulları). Em 1428 a região foi integrada no Império Otomano. No século XVII existia um bairro cristão na margem ocidental do rio. No final do século XIX a cidade tinha 32 153 homens, 9 200 casas de família e 119 localidades.